# Neculai Vasilcă
Neculai Vasilcă (Bacău, 28 de novembro de 1955) é um ex-handebolista profissional, duas vezes medalhista olímpico.

## Títulos
- Jogos Olímpicos:
  - Bronze: 1980, 1984